# CO.IN.
CO.IN. – polski zespół z pogranicza rocka alternatywnego, muzyki elektronicznej i metalu alternatywnego, założony w 2001 r. przez Szymona (d') Danisa i Dawida Sosnowskiego, do 2003 r. funkcjonujący jako projekt producencki, publikujący płyty demo, zaś od 2003 r. wzwyż jako grupa producencka oraz zespół koncertujący.
Nazwa CO.IN. jest akronimem pochodzącym od angielskiego wyrażenia "congenital inaptitude", oznaczającego (zdaniem założycieli zespołu) "wrodzony brak zdolności".
Aktywność zespołu do drugiej połowy 2005 r. ograniczała się do sporadycznych koncertów oraz publikowanych w bardzo niskim nakładzie płyt demo (Enegram promo oraz Nie uciekniesz od tego), sam zespół natomiast charakteryzował bardzo niestabilny skład, którego jedynym stałym elementem na tym etapie był d', producent i wokalista. W 2005 r. CO.IN. wydał nakładem debiutującej wytwórni fonograficznej 3PM kolejne demo, Preenegram, wkrótce potem zaś ukazało się pierwsze oficjalne wydawnictwo elektroniczne zespołu, minialbum k.
Na początku 2008 r. ukazała się kolejna, wydana elektronicznie płyta CO.IN. pt. Plan B a kilka miesięcy później, wydana została również na płycie kompaktowej (uzupełniona o bonusowy utwór Papierosy), nakładem fikcyjnej wytwórni płytowej Inline Underground, założonej w celu uzyskania zainteresowania płytą tradycyjnych mediów. W nagraniu płyty oraz koncertach promocyjnych, obok Szymona Danisa, udział wzięli po raz pierwszy: Sylwia Kamińska, Rafał Zaremba (od tamtej pory również współproducent zespołu), Patryk Humiński, Einar Łukasik, czyli członkowie składu funkcjonującego do dziś, oraz Piotr "Petros" Załubski. Gościnnie na Planie B pojawili się również wokaliści: Magda Oleś (Hetane) w utworze Władco mój Ty, Grzegorz Nowosad (wówczas w Face of Reality) i Marta Kołodziejczyk w utworze Predestynacja oraz Arkadiusz "Fater" Patalong (Pro-Creation) w utworze Papierosy.
Rok 2010 przyniósł kolejny minialbum zespołu pt. Clubbing & Scoring, w całości anglojęzyczny i podobnie jak poprzednie wydawnictwa CO.IN., wyprodukowany samodzielnie oraz opublikowany jako wydawnictwo elektroniczne na stronie internetowej zespołu.
W nagraniu płyty, gościnnie udział wzięli wokaliści Wojciech Krawiec (C.A.L.M.) w utworze To the Critic i Alicja Kalinowska (Kofi) w utworze Particle Collider.
Trasa koncertowa promująca EP-kę objęła występ na scenie RedBull BusTour w Katowicach i na festiwalu w Jarocinie, kilka koncertów z zaprzyjaźnionym zespołem Desdemona oraz Koncert Gwiazd na Festiwalu Mayday, m.in. z zespołem Pro-Pain.
Wspólnie z basistką zespołu, Sylwią Kamińską, d' od 2009 r. tworzą również CO.IN.CIDE, czyli soundsystem zespołu CO.IN. z którym koncertują opcjonalnie, grając muzykę taneczną z gatunków takich jak drum'n'bass, dubstep i trip-hop.
Od dnia 5 lutego 2012 zespół zmienił nazwę na Idiothead. IH to nowe wcielenie zespołu CO.IN. Tworzą go: Szymon Danis, Sylwia Kamińska, Raf Zaremba i Patryk Mrozinski. Zespół wydał EP-kę "Free Market Music" dostępną legalnie oraz za darmo na oficjalnej stronie zespołu- www.idiothead.pl.

## Członkowie zespołu

### Obecny skład zespołu
- d' – wokal, produkcja, teksty, na koncertach również sample i efekty
- Rafał Zaremba – gitara, produkcja
- Sylwia Kamińska – bas (w latach 2005 - 2006 groovebox, sample i efekty na koncertach)
- Patryk Humiński – gitara
- Einar Łukasik – live media (elektronika oraz efekty na koncertach)
- Grzegorz Staniek – perkusja

### Byli członkowie zespołu
- Dawid "Medorama$" Sosnowski - produkcja (studynie), groovebox i sample na żywo (2001 - 2003)
- Paweł Bryła - gitara (2003 - 2005)
- Piotr "Petros" Załubski - perkusja (2006 - 2009)
- Kamil Ziółkowski - perkusja (2003 - 2006)
- Mateusz Wilczyński - gitara (2007)
- Przemysław "Nikt" Polek - gitara (2005 - 2006)
- Krzysztof Kuberski - bas (2004 - 2006)
- Michał "Kame" Kamiński - gitara (studyjnie na EP k) oraz groovebox, sample i efekty na koncertach (2004 - 2005)
- Krystian Piećko - gitara (2003 - 2006)
- Przemysław Sawicki - bas (2003 - 2004)
- Katarzyna Warzecha - groovebox (2003 - 2004)
- Paweł Kuterba - gitara (2003)
- Bartek Blumczyński - bas (2003)[4]

## Dyskografia
Albumy studyjne
- Plan B (2008)

EP
- Clubbing & Scoring (2010)
- k (2005)

Płyty Demo
- Pathetic (2001)
- COINcidence (2002)
- PreEnegram (2003 / wyd. 2005, 3PM)
- Enegram (2004)
- Nie uciekniesz od tego (2005)